# Niels Sönnichsen
Niels Carl Johannes Robert Sönnichsen (* 22. Dezember 1930 in Roggenstorf; † 27. Januar 2021) war ein deutscher Arzt, Dermatologe und Immunologe. Er war von 1966 bis 1970 Direktor der Hautklinik der Universität Jena und anschließend bis 1993 in gleicher Position an der Berliner Charité. Als Vorsitzender der zentralen AIDS-Beratung war er mit der AIDS-Aufklärung und -Prävention in der DDR befasst. Mit Rüdiger von Baehr war er einer der führenden AIDS-Forscher der DDR.

## Leben
Niels Sönnichsen wurde 1930 als Sohn eines Pfarrers in Roggenstorf in Mecklenburg geboren, ging in Granzin zur Grundschule, in Wandsbeck auf das Realgymnasium und in Neukloster auf die Mecklenburgische Aufbauschule. Nach dem Zweiten Weltkrieg legte er sein Abitur an der Oberrealschule in Schwerin ab und studierte daraufhin von 1950 bis 1955 Medizin an der Humboldt-Universität zu Berlin. Nach seinem Staatsexamen war er bis 1957 Assistenzarzt im Bezirkskrankenhaus Schwerin, einige Monate als Landarzt in Mestlin sowie ab 1958 an den Biochemischen Instituten der Universitäten Greifswald und Jena tätig. Er wurde 1957 an der Universität Rostock promoviert und ging anschließend für seine Ausbildung zum Facharzt für Dermatologie 1960 nach Berlin, wo er 1962 Facharzt wurde, 1963 Oberarzt und sich 1964 an der dortigen Humboldt-Universität auch habilitierte.
Zwei Jahre später wurde er im Alter von 36 Jahren zum Dozenten und zum kommissarischen Leiter der Hautklinik der Universität Jena berufen, womit er zum damaligen Zeitpunkt der jüngste Chefarzt in Deutschland war. 1970 folgte er einem Ruf als Professor und Direktor der Universitäts-Hautklinik der Berliner Charité, an der er bis 1993 wirkte. Von 1993 bis 1998 war er Ärztlicher Direktor des Fachklinikums Borkum, eines Zentrums für Dermatologie und Allergologie, anschließend war er als niedergelassener Arzt in einer Praxisgemeinschaft in Berlin tätig. Sönnichsen starb im Januar 2021 im Alter von 90 Jahren.

## Wissenschaftliches Wirken
Niels Sönnichsen war Autor von mehr als 700 wissenschaftlichen Veröffentlichungen, darunter 15 Monografien und Buchbeiträge. Schwerpunkte seiner Forschung waren immunologische Fragestellungen im Bereich der Dermatologie, Hautkrebserkrankungen, Autoimmunkrankheiten wie Lupus erythematodes und Psoriasis sowie die Immunschwächekrankheit AIDS und deren Prävention und Bekämpfung.
Er war Vorsitzender der zentralen HIV/AIDS-Beratung der Deutschen Demokratischen Republik (DDR) und damit mitverantwortlich für die AIDS-Aufklärung sowie den Aufbau von Zentren zur Behandlung, Beratung und psychosozialen Betreuung von HIV-positiven und an AIDS erkrankten Menschen in der DDR. Eine von ihm verfasste 48-seitige Aufklärungsbroschüre erschien in der DDR 1987 in erster Auflage von rund 350.000 Exemplaren und 1988 in zweiter Auflage.

## Auszeichnungen
Niels Sönnichsen war ab 1980 korrespondierendes und ab 1987 ordentliches Mitglied der Akademie der Wissenschaften der DDR; ab 1988 gehörte er der Deutschen Akademie der Naturforscher Leopoldina an. In den Jahren 1974 und 1987 erhielt er den Nationalpreis der DDR und 1980 den Vaterländischen Verdienstorden in Silber. Darüber hinaus wurde ihm der Ehrentitel Obermedizinalrat verliehen.

## Publikationen (Auswahl)
- Hautkrankheiten. Thieme, Leipzig 1976
- Autoimmunkrankheiten. Fischer, Jena 1987
- AIDS. Was muss ich wissen? Wie kann ich mich schützen? Verlag Volk und Gesundheit, Berlin 1987
- Mein Leben für die Charité gegen Aids zwischen Ost und West. Verlag Das Neue Berlin, Berlin 2000